# Schmidtiana javanica
Schmidtiana javanica là một loài bọ cánh cứng trong họ Cerambycidae.